# Белозёров, Степан Константинович
Степан Константинович Белозёров — русский актёр и музыкант. Наиболее известен благодаря своей роли в фильмах «Лёд 3» и «Лунатики».

## Биография
Родился 23 апреля 1998 года в Новосибирске. Окончив среднюю школу, Степан переехал в Москву и смог успешно справиться со вступительными экзаменами в Школу-студию МХАТ и оказался на курсе заслуженного деятеля искусств России Виктора Рыжакова.
В 2020 году актёр получил диплом о высшем образовании и начал работать в театре «Современник».
С 2021 года является участником музыкальной группы «uncle pecos», в которой играет на барабанах. Вместе со Степаном в группе состоят и другие известные актёры: Михаил Макаров, Илларион Маровой и Виталий Муратов.

## Личная жизнь
Состоит в отношениях с актрисой театра и кино Анной Родоной.
У актера есть старший брат Александр и младший брат Лев.

## Фильмография
| Год         | Тип                    | Название                  | Роль                           |
| ----------- | ---------------------- | ------------------------- | ------------------------------ |
| 2013        | короткометражный фильм | Мобильник                 | Главная роль                   |
| 2014        | короткометражный фильм | Ёлки-палки                | Второстепенная роль            |
| 2014        | короткометражный фильм | Проще, чем кажется        | Главная роль                   |
| 2015        | фильм                  | Осторожно, каникулы       | Главная роль                   |
| 2016        | фильм                  | Чудо-ребёнок              | Попов                          |
| 2020 - 2021 | сериал                 | Моя большая тайна         | Степа                          |
| 2021        | фильм                  | Вираж                     | Артём (главная роль)           |
| 2021        | короткометражный фильм | Я дома                    | Главная роль                   |
| 2022        | фильм                  | Белый список              | Эпизодическая роль             |
| 2022        | фильм                  | Саша                      | Максим (главная роль)          |
| 2022        | сериал                 | Конец света               | Курьер                         |
| 2022        | фильм                  | 1941. Крылья над Берлином | Мурашов                        |
| 2022        | сериал                 | Чёрная весна              | Валера                         |
| 2022        | сериал                 | 13 клиническая            | Рома                           |
| 2023        | фильм                  | Лунатики                  | Никита Прозоров (главная роль) |
| 2023        | короткометражный фильм | Прости меня, Аня          | Эпизодическая роль             |
| 2024        | фильм                  | Лёд 3                     | Сергей Орлов (главная роль)    |
| 2024        | фильм                  | Детка                     | Федя                           |
| 2024        | сериал                 | Многогранники             | Дима Волков (главная роль)     |
| 2025        | фильм                  | Буратино                  | Пьеро                          |
| 2025        | короткометражный фильм | Чёрная трехцветная кошка  | Главная роль                   |

## Роли в театре
| Театр                              | Тип           | Спектакль                                                                    |
| ---------------------------------- | ------------- | ---------------------------------------------------------------------------- |
| Современник                        | Музыкальный   | Оттепель                                                                     |
| Современник                        | Драматический | Интуиция                                                                     |
| МХАТ им. Чехова / Современник      | Читки пьес    | Немой выбор                                                                  |
| Театр Школы-студии МХАТ им. Чехова | Музыкальный   | Не входить                                                                   |
| Июльансамбль                       | Иммерсивный   | Сбой системы                                                                 |
| Театр Школы-студии МХАТ им. Чехова | Драматический | Чуш                                                                          |
| Театр Школы-студии МХАТ им. Чехова | Драматический | Чуш Астафьева, или Всё, что осталось после нашей экспедиции на родину автора |
| Театр Школы-студии МХАТ им. Чехова | Музыкальный   | МногоТанго                                                                   |